# Guillaume Marc Antoine Marguerite Baumes
Guillaume Marc Antoine Marguerite Baumes est un homme politique français né le 10 juillet 1786 à Lunel et mort le 7 janvier 1871 à Saint-Vaast-la-Hougue.

## Biographie
Subdélégué à Lintz dans les provinces Illyriennes puis sous-préfet de Hasselt sous le Premier Empire, il est sous-préfet de Tonnerre, conseiller de préfecture, préfet du Lot puis de Lot-et-Garonne sous la Restauration.
Conseiller d’État en 1830, il est député de l'Yonne de 1837 à 1846, siégeant au centre et soutenant la Monarchie de Juillet.
Il est inhumé au cimetière du Père-Lachaise (49e division).